# 陳俞聖
陳俞聖（？年—？年），字子將，湖廣武陵縣人，天啟元年辛酉科舉人，初任襄陽府教授，崇禎年任明代末代四川鄰水縣知縣。